# 平方子乡
平方子乡，是中华人民共和国河北省秦皇岛市青龙满族自治县下辖的一个乡镇级行政单位。

## 行政区划
平方子乡下辖以下地区：
平方子村、二道河村、于杖子村、周杖子村、冯杖子村、薛庄村、陈家屯村、北沟村、南坎子村和乱泥沟村。